# Ayahualulco, Mixtla de Altamirano
Ayahualulco är en ort i Mexiko.   Den ligger i kommunen Mixtla de Altamirano och delstaten Veracruz, i den sydöstra delen av landet, 240 km öster om huvudstaden Mexico City. Ayahualulco ligger 1 621 meter över havet och antalet invånare är 421.
Terrängen runt Ayahualulco är kuperad åt nordväst, men åt sydost är den bergig. Runt Ayahualulco är det ganska tätbefolkat, med 199 invånare per kvadratkilometer. Närmaste större samhälle är Zongolica, 7,0 km norr om Ayahualulco. I omgivningarna runt Ayahualulco växer huvudsakligen savannskog.